# 筵宾镇
筵宾镇，是中华人民共和国山東省临沂市莒南县下辖的一个乡镇级行政单位。
筵宾镇辖区被莒新公路分为东西两部分，西部分为平原，东部分为丘陵，西部号称莒南粮仓莒南菜篮子。
镇域面积大约为76平方公里，耕地5.5万亩。截至2019年末，筵宾镇户籍人口为50904人。

## 行政区划
筵宾镇下辖以下地区：
东筵宾村、集前村、东集西村、西集西村、前新庄村、后新庄村、董家庄村、大文家山后村、李家园村、老子峪村、前下河村、后下河村、齐家庄子村、团埠子村、沙汪头村、苍沟村、金沟官庄村、刘家水磨村、邢家水磨村、薛家水磨村、范家水磨村、泉龙头村、山前村、海楼村、团结村、筵宾村、略庄村和东上河村。